# Chondrit

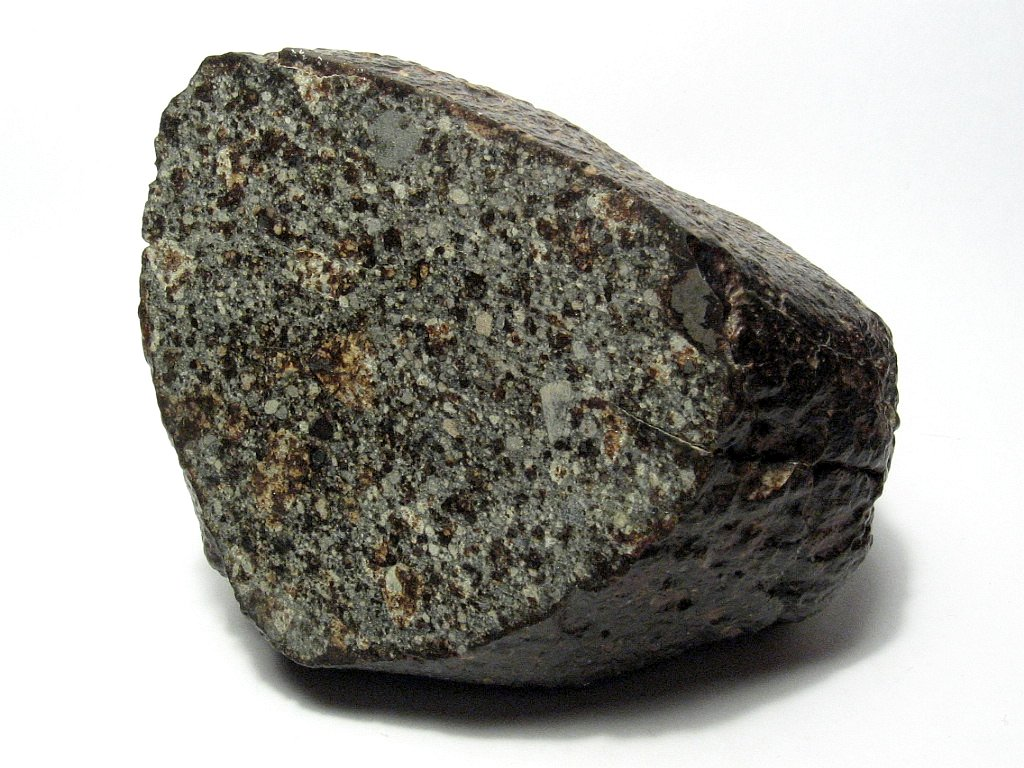
Chondrit NWA 869 loại L4-6.

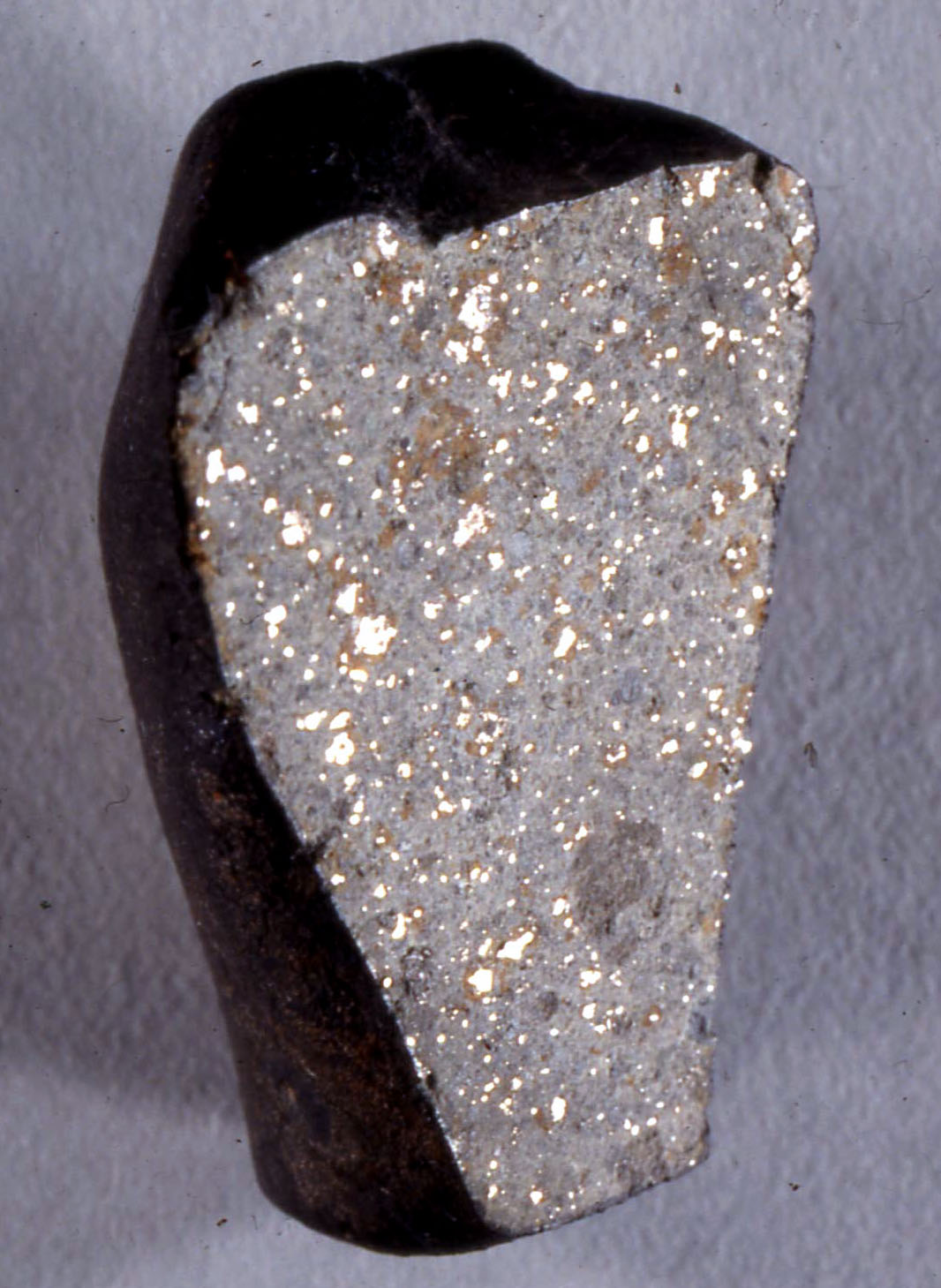
Chondrit Holbrook loại L6, bề cao 5 cm. Bản cắt, hiện ra hạt màu sáng là kim loại.

Chondrit là loại vẫn thạch đá (phi kim loại) chưa bị biến đổi do sự tan chảy hoặc biến thái của vật thể mẹ .
Chondrit là loại vẫn thạch phổ biến nhất rơi xuống Trái Đất với các ước tính về tỷ lệ khoảng giữa 85,7%  và 86,2%  các vụ vẫn thạch rơi xuống Trái Đất. Hiện có hơn 27.000 chondrit được sưu tập trên thế giới. Chondrit lớn nhất được phát hiện có trọng lượng 1770 kg, là một phần của trận mưa vẫn thạch ở Cát Lâm, Trung Quốc năm 1976. Chondrit rơi có thể từ một viên duy nhất, đến trận mưa siêu bất thường gồm hàng ngàn viên đá, như đã xảy ra mùa thu năm 1912 ở Holbrook, ước tính có 14.000 viên đá trút xuống vùng miền bắc Arizona, Hoa Kỳ.
Chondrit được hình thành khi nhiều loại bụi và hạt nhỏ đã có mặt từ đầu trong hệ Mặt trời, tụ lại tạo thành các tiểu hành tinh cổ xưa, tuy nhiên là loại tích tụ có kích thước đủ nhỏ để không ở trạng thái tan chảy. Nó được coi là "trầm tích vũ trụ", chốt lại trong nó thông tin về lúc hình thành hệ Mặt trời. Nghiên cứu chúng cung cấp những đầu mối quan trọng để tìm hiểu nguồn gốc và tuổi hệ Mặt trời, sự tổng hợp của các chất hữu cơ, nguồn gốc sự sống hay sự hiện diện của nước trên Trái Đất.